# Хирото Мураока
Хирото Мураока (јап. 村岡 博人; 19. септембар 1931 — 13. март 2017) био је јапански фудбалер.

## Каријера
Током каријере је играо за Кјодаи.

## Репрезентација
За репрезентацију Јапана дебитовао је 1954. године. За тај тим је одиграо 2 утакмице.

## Статистика
| Јапан  | Јапан   | Јапан  |
| Година | Наступи | Голови |
| ------ | ------- | ------ |
| 1954.  | 2       | 0      |
| Укупно | 2       | 0      |